# Diaphorus secundus
Diaphorus secundus är en tvåvingeart som beskrevs av Becker 1922. Diaphorus secundus ingår i släktet Diaphorus och familjen styltflugor. Inga underarter finns listade i Catalogue of Life.